# Best of Karaoke
Best of Karaoke es la versión karaoke del álbum Best of RBD que fue lanzado en 2008 .

## Lista de canciones
| Best of Karaoke - CD |                                       |                                           |          |  |
| N.º                  | Título                                | Escritor(es)                              | Duración |  |
| 1.                   | «Rebelde » (Karaoke)                  | DJ Kafka, Max Di Carlo                    | 3:32     |  |
| 2.                   | «Solo quédate en silencio » (Karaoke) | Mauricio Arriaga                          | 3:37     |  |
| 3.                   | «Un poco de tu amor » (Karaoke)       | DJ Kafka, Max Di Carlo                    | 3:24     |  |
| 4.                   | «Sálvame » (Karaoke)                  | DJ Kafka, Max Di Carlo, Pedro Damián      | 3:43     |  |
| 5.                   | «No pares» (Versión estudio)          | Lynda, Carlos Lara                        | 3:47     |  |
| 6.                   | «Nuestro amor » (Karaoke)             | Memo Méndez Guiu, Emil "Billy" Méndez     | 3:34     |  |
| 7.                   | «Aún hay algo » (Karaoke)             | Carlos Lara, Karen Sokoloff               | 3:33     |  |
| 8.                   | «Este corazón » (Karaoke)             | Armando Ávila                             | 3:30     |  |
| 9.                   | «Tras de mí » (Karaoke)               | Carlos Lara, Karen Sokoloff, Pedro Damián | 3:11     |  |
| 10.                  | «Tu amor » (Karaoke)                  | Diane Warren                              | 4:38     |  |
| 11.                  | «Ser o parecer » (Karaoke)            | Armando Ávila                             | 3:33     |  |
| 12.                  | «Celestial » (Karaoke)                | Carlos Lara, Pedro Damián                 | 3:27     |  |
| 13.                  | «Bésame sin miedo » (Karaoke)         | Chico Bennett, John Ingoldsby             | 3:33     |  |
| 14.                  | «Inalcanzable » (Karaoke)             | Carlos Lara                               | 4:14     |  |
| 15.                  | «Empezar desde cero » (Karaoke)       | Armando Ávila                             | 3:14     |  |
| 54:37                |                                       |                                           |          |  |